# Wally Albright
Walton Algernon Albright Jr., detto Wally (Burbank, 3 settembre 1925 – Sacramento, 7 agosto 1999), è stato un attore statunitense.
Ha preso parte ai cortometraggi delle Simpatiche canaglie (Our Gang).

## Filmografia parziale
- Romanzo d'amore (The Case of Lena Smith), regia di Josef von Sternberg (1929)
- Il ferroviere (Thunder), regia di William Nigh (1929)
- Ombre sul cuore (Wonder of Women), regia di Clarence Brown (1929)
- L'intrusa (The Trespasser), regia di Edmund Goulding (1929)
- The Prodigal, regia di Harry A. Pollard (1931)
- Ripudiata (East Lynne), regia di Frank Lloyd (1931)
- Thirteen Women, regia di George Archainbaud (1932)
- I conquistatori (The Conquerors), regia di William A. Wellman (1932)
- Old Louisiana, regia di Irvin Willat (1937)
- Adorazione (The Woman I Love), regia di Anatole Litvak (1937)
- Il prigioniero (Johnny Apollo), regia di Henry Hathaway (1940)
- Public Enemies, regia di Albert S. Rogell (1941)
- Bianco Natale (White Christmas), regia di Michael Curtiz (1954) - non accreditato